# Slovenien i olympiska sommarspelen 2016
Slovenien deltog med 60 deltagare vid de olympiska sommarspelen 2016 i Rio de Janeiro. Totalt vann de en guldmedalj, två silvermedaljer och en bronsmedalj.

## Medaljer
| Medalj | Namn             | Sport      | Gren                   |
| ------ | ---------------- | ---------- | ---------------------- |
| Guld   | Tina Trstenjak   | Judo       | Damernas 63 kg         |
| Silver | Peter Kauzer     | Kanotsport | Herrarnas K-1 i slalom |
| Silver | Vasilij Žbogar   | Segling    | Herrarnas finnjolle    |
| Brons  | Anamari Velenšek | Judo       | Damernas 78 kg         |

## Bordtennis
| Spelare     | Gren       | Kvalomgång           | Omgång 1               | Omgång 2             | Omgång 3             | Omgång 4              | Kvartsfinal          | Semifinal            | Final / BM           | Final / BM       |
| Spelare     | Gren       | Motståndare Resultat | Motståndare Resultat   | Motståndare Resultat | Motståndare Resultat | Motståndare Resultat  | Motståndare Resultat | Motståndare Resultat | Motståndare Resultat | Placering        |
| ----------- | ---------- | -------------------- | ---------------------- | -------------------- | -------------------- | --------------------- | -------------------- | -------------------- | -------------------- | ---------------- |
| Bojan Tokič | Herrsingel | Bye                  | No Alamian (IRI) V 4–1 | Wang Zy (POL) V 4–2  | Apolónia (POR) V 4–1 | Ovtcharov (GER) F 1–4 | Gick inte vidare     | Gick inte vidare     | Gick inte vidare     | Gick inte vidare |

## Cykling

### Landsväg
| Cyklist         | Gren                | Tid             | Placering       |
| --------------- | ------------------- | --------------- | --------------- |
| Matej Mohorič   | Herrarnas linjelopp | Fullföljde inte | Fullföljde inte |
| Jan Polanc      | Herrarnas linjelopp | 6:30.05         | 52              |
| Primož Roglič   | Herrarnas linjelopp | 6:19.43         | 26              |
| Primož Roglič   | Herrarnas tempolopp | 1:14.55         | 10              |
| Simon Špilak    | Herrarnas linjelopp | 6:30.05         | 57              |
| Polona Batagelj | Damernas linjelopp  | 3:58.03         | 32              |

### Mountainbike
| Cyklist      | Gren                 | Tid     | Placering |
| ------------ | -------------------- | ------- | --------- |
| Tanja Žakelj | Damernas terränglopp | 1:35.17 | 13        |

## Friidrott
Förkortningar
- Notera – Placeringar gäller endast den tävlandes eget heat
- Q = Kvalificerade sig till nästa omgång via placering
- q = Kvalificerade sig på tid eller, i fältgrenarna, på placering utan att ha nått kvalgränsen
- NR = Nationellt rekord
- N/A = Omgången inte möjlig i grenen
- Bye = Idrottaren behövde inte delta i omgången

Herrar
Gång- och löpgrenar
| Idrottare    | Gren    | Heat     | Heat      | Semifinal        | Semifinal        | Final            | Final            |
| Idrottare    | Gren    | Resultat | Placering | Resultat         | Placering        | Resultat         | Placering        |
| ------------ | ------- | -------- | --------- | ---------------- | ---------------- | ---------------- | ---------------- |
| Luka Janežič | 400 m   | 45,33    | 2 Q       | 45.07 0NR0       | 4                | Gick inte vidare | Gick inte vidare |
| Anton Kosmač | Maraton | i.u.     | i.u.      | i.u.             | i.u.             | 2:29.48          | 117              |
| Žan Rudolf   | 800 m   | 1.46,93  | 5         | Gick inte vidare | Gick inte vidare | Gick inte vidare | Gick inte vidare |

Teknikgrenar
| Idrottare     | Gren     | Kval  | Kval      | Final            | Final            |
| Idrottare     | Gren     | Längd | Placering | Längd            | Placering        |
| ------------- | -------- | ----- | --------- | ---------------- | ---------------- |
| Robert Renner | Stavhopp | 5,45  | 22        | Gick inte vidare | Gick inte vidare |

Damer
Gång- och löpgrenar
| Idrottare        | Gren    | Heat     | Heat      | Semifinal        | Semifinal        | Final            | Final            |
| Idrottare        | Gren    | Resultat | Placering | Resultat         | Placering        | Resultat         | Placering        |
| ---------------- | ------- | -------- | --------- | ---------------- | ---------------- | ---------------- | ---------------- |
| Daneja Grandovec | Maraton | i.u.     | i.u.      | i.u.             | i.u.             | DNF              | DNF              |
| Maja Mihalinec   | 200 m   | 23,38    | 6         | Gick inte vidare | Gick inte vidare | Gick inte vidare | Gick inte vidare |
| Sabina Veit      | 200 m   | 23,75    | 7         | Gick inte vidare | Gick inte vidare | Gick inte vidare | Gick inte vidare |

Teknikgrenar
| Idrottare      | Gren          | Kval  | Kval      | Final            | Final            |
| Idrottare      | Gren          | Längd | Placering | Längd            | Placering        |
| -------------- | ------------- | ----- | --------- | ---------------- | ---------------- |
| Maruša Černjul | Höjdhopp      | 1,92  | 21        | Gick inte vidare | Gick inte vidare |
| Martina Ratej  | Spjutkastning | 59,76 | 18        | Gick inte vidare | Gick inte vidare |
| Tina Šutej     | Stavhopp      | 4,55  | 8 Q       | 4,50             | 11               |

## Gymnastik

### Artistisk
Damer
| Idrottare  | Gren | Kval    | Kval    | Kval    | Kval    | Kval   | Kval      | Final            | Final            | Final            | Final            | Final            | Final            |
| Idrottare  | Gren | Redskap | Redskap | Redskap | Redskap | Totalt | Placering | Redskap          | Redskap          | Redskap          | Redskap          | Totalt           | Placering        |
| Idrottare  | Gren | H       | Br      | Bm      | F       | Totalt | Placering | H                | Br               | Bm               | F                | Totalt           | Placering        |
| ---------- | ---- | ------- | ------- | ------- | ------- | ------ | --------- | ---------------- | ---------------- | ---------------- | ---------------- | ---------------- | ---------------- |
| Teja Belak | Hopp | 13,650  | i.u.    | i.u.    | i.u.    | 13,650 | 19        | Gick inte vidare | Gick inte vidare | Gick inte vidare | Gick inte vidare | Gick inte vidare | Gick inte vidare |

## Handboll
Sammanfattning
Förkortningar:
- EF – Efter förlängning
- S – Matchen avgjordes genom straffläggning.

| Lag                     | Gren                | Gruppspel            | Gruppspel            | Gruppspel            | Gruppspel            | Gruppspel            | Gruppspel | Kvartsfinal          | Semifinal            | Final / BM           | Final / BM |
| Lag                     | Gren                | Motståndare Resultat | Motståndare Resultat | Motståndare Resultat | Motståndare Resultat | Motståndare Resultat | Placering | Motståndare Resultat | Motståndare Resultat | Motståndare Resultat | Placering  |
| ----------------------- | ------------------- | -------------------- | -------------------- | -------------------- | -------------------- | -------------------- | --------- | -------------------- | -------------------- | -------------------- | ---------- |
| Sloveniens herrlandslag | Herrarnas turnering | Egypten · V 27–26    | Brasilien · V 31–28  | Sverige · V 29–24    | Tyskland · F 25–28   | Polen · V 25–20      | 2         | Danmark · F 30–37    | Gick inte vidare     | Gick inte vidare     | 6          |

### Herrarnas turnering
Spelartrupp
Huvudtränare:  Veselin Vujović
| Nr | Pos. | Namn             | Födelsedatum (ålder)      | Klubb                |
| -- | ---- | ---------------- | ------------------------- | -------------------- |
| 1  | MV   | Matevž Skok      | 2 september 1986 (29 år)  | Zagreb               |
| 3  | M6   | Blaž Blagotinšek | 17 januari 1994 (22 år)   | Veszprém             |
| 5  | V9   | Nik Henigman     | 4 december 1995 (20 år)   | Ribnica              |
| 7  | H9   | Vid Kavtičnik    | 24 maj 1984 (32 år)       | Montpellier Handball |
| 8  | H6   | Blaž Janc        | 20 november 1996 (19 år)  | Celje                |
| 11 | H9   | Jure Dolenec     | 6 december 1988 (27 år)   | Montpellier Handball |
| 12 | MV   | Gorazd Škof      | 11 juli 1977 (39 år)      | Paris Saint-Germain  |
| 13 | V6   | Darko Cingesar   | 25 juli 1990 (26 år)      | Zagreb               |
| 15 | M6   | Vid Poteko       | 5 april 1991 (25 år)      | Celje                |
| 18 | H9   | David Miklavčič  | 29 januari 1983 (33 år)   | Zagreb               |
| 22 | M6   | Matej Gaber      | 22 juli 1991 (25 år)      | MOL-Pick Szeged      |
| 23 | M9   | Uroš Zorman      | 9 januari 1980 (36 år)    | Vive Targi Kielce    |
| 25 | M9   | Marko Bezjak     | 26 juni 1986 (30 år)      | SC Magdeburg         |
| 31 | V6   | Simon Razgor     | 18 september 1985 (30 år) | Meshkov Brest        |
| 32 | M9   | Miha Zarabec     | 21 oktober 1991 (24 år)   | Celje                |
| 44 | M9   | Dean Bombač      | 4 april 1989 (27 år)      | Vive Targi Kielce    |
| 90 | MV   | Urban Lesjak     | 24 augusti 1990 (25 år)   | Celje                |

Gruppspel
| Lag       | S | V | O | F | GM  | IM  | MS  | P |
| --------- | - | - | - | - | --- | --- | --- | - |
| Tyskland  | 5 | 4 | 0 | 1 | 153 | 141 | +12 | 8 |
| Slovenien | 5 | 4 | 0 | 1 | 137 | 126 | +11 | 8 |
| Brasilien | 5 | 2 | 1 | 2 | 141 | 150 | −9  | 5 |
| Polen     | 5 | 2 | 0 | 3 | 139 | 140 | −1  | 4 |
| Egypten   | 5 | 1 | 1 | 3 | 129 | 143 | −14 | 3 |
| Sverige   | 5 | 1 | 0 | 4 | 132 | 131 | +1  | 2 |

|       | 7 augusti 2016 | Slovenien | 27 – 26           | Egypten | Arena do Futuro, Rio de Janeiro |  |
| 21:50 | 21:50          |           | (15 – 15) Rapport |         |                                 |  |
| 21:50 | 21:50          |           |                   |         |                                 |  |
| 21:50 | 21:50          |           |                   |         |                                 |  |

|       | 9 augusti 2016 | Brasilien | 28 – 31           | Slovenien | Arena do Futuro, Rio de Janeiro |  |
| 16:40 | 16:40          |           | (13 – 16) Rapport |           |                                 |  |
| 16:40 | 16:40          |           |                   |           |                                 |  |
| 16:40 | 16:40          |           |                   |           |                                 |  |

|       | 11 augusti 2016 | Slovenien | 29 – 24           | Sverige | Arena do Futuro, Rio de Janeiro |  |
| 19:50 | 19:50           |           | (14 – 13) Rapport |         |                                 |  |
| 19:50 | 19:50           |           |                   |         |                                 |  |
| 19:50 | 19:50           |           |                   |         |                                 |  |

|       | 13 augusti 2016 | Slovenien | 25 – 28           | Tyskland | Arena do Futuro, Rio de Janeiro |  |
| 09:30 | 09:30           |           | (12 – 11) Rapport |          |                                 |  |
| 09:30 | 09:30           |           |                   |          |                                 |  |
| 09:30 | 09:30           |           |                   |          |                                 |  |

|       | 15 augusti 2016 | Polen | 20 – 25           | Slovenien | Arena do Futuro, Rio de Janeiro |  |
| 09:30 | 09:30           |       | (13 – 13) Rapport |           |                                 |  |
| 09:30 | 09:30           |       |                   |           |                                 |  |
| 09:30 | 09:30           |       |                   |           |                                 |  |

Kvartsfinal
|       | 17 augusti 2016 | Danmark | 37 – 30           | Slovenien | Arena do Futuro, Rio de Janeiro |  |
| 17:00 | 17:00           |         | (16 – 13) Rapport |           |                                 |  |
| 17:00 | 17:00           |         |                   |           |                                 |  |
| 17:00 | 17:00           |         |                   |           |                                 |  |

## Judo
| Idrottare        | Gren             | 32-delsfinal         | Sextondelsfinal                | Åttondelsfinal          | Kvartsfinal              | Semifinal                | Återkval             | Final / BM                 | Final / BM       |
| Idrottare        | Gren             | Motståndare Resultat | Motståndare Resultat           | Motståndare Resultat    | Motståndare Resultat     | Motståndare Resultat     | Motståndare Resultat | Motståndare Resultat       | Placering        |
| ---------------- | ---------------- | -------------------- | ------------------------------ | ----------------------- | ------------------------ | ------------------------ | -------------------- | -------------------------- | ---------------- |
| Adrian Gomboc    | Herrarnas −66 kg | Bye                  | Margvelashvili (GEO) V 100–000 | Punza (ZAM) V 101–000   | Bouchard (CAN) V 100–000 | Basile (ITA) F 000–000 S | Bye                  | Sobirov (UZB) F 000–110    | 5                |
| Rok Drakšič      | Herrarnas −73 kg | Bye                  | Muki (ISR) F 000–100           | Gick inte vidare        | Gick inte vidare         | Gick inte vidare         | Gick inte vidare     | Gick inte vidare           | Gick inte vidare |
| Mihael Žgank     | Herrarnas −90 kg | Bye                  | Kukolj (SRB) F 000–100         | Gick inte vidare        | Gick inte vidare         | Gick inte vidare         | Gick inte vidare     | Gick inte vidare           | Gick inte vidare |
| Tina Trstenjak   | Damernas −63 kg  | i.u.                 | Bye                            | Gwend (ITA) V 000–000 S | Yang Jx (CHN) V 101–000  | M Silva (BRA) V 101–000  | Bye                  | Agbegnenou (FRA) V 101–000 | 1                |
| Anamari Velenšek | Damernas −78 kg  | i.u.                 | Bye                            | Turks (UKR) V 001–000   | Castillo (CUB) V 100-000 | Harrison (USA) F 000–100 | Bye                  | Malzahn (GER) V 100–000    | 3                |

## Kanotsport

### Slalom
| Kanotist               | Gren          | Omgång 1 | Omgång 1  | Omgång 1 | Omgång 1  | Omgång 1 | Omgång 1  | Semifinal | Semifinal | Final  | Final     |
| Kanotist               | Gren          | Åk 1     | Placering | Åk 2     | Placering | Bästa    | Placering | Tid       | Placering | Tid    | Placering |
| ---------------------- | ------------- | -------- | --------- | -------- | --------- | -------- | --------- | --------- | --------- | ------ | --------- |
| Benjamin Savšek        | Herrarnas C-1 | 99,69    | 7         | 94,36    | 3         | 94,36    | 4 Q       | 98,70     | 4 Q       | 99,36  | 6         |
| Luka Božič Sašo Taljat | Herrarnas C-2 | 105,21   | 6         | 113,41   | 7         | 105,21   | 6 Q       | 111,14    | 7 Q       | 107,73 | 7         |
| Peter Kauzer           | Herrarnas K-1 | 91,11    | 8         | 96,88    | 15        | 91,11    | 12 Q      | 91,01     | 4 Q       | 88,70  | 2         |
| Urša Kragelj           | Damernas K-1  | 106,86   | 6         | 102,79   | 4         | 102,79   | 7 Q       | 108,37    | 9 Q       | 108,68 | 9         |

### Sprint
| Kanotist          | Gren               | Heat    | Heat      | Semifinal | Semifinal | Final   | Final     |
| Kanotist          | Gren               | Tid     | Placering | Tid       | Placering | Tid     | Placering |
| ----------------- | ------------------ | ------- | --------- | --------- | --------- | ------- | --------- |
| Špela Ponomarenko | Damernas K-1 200 m | 40,38   | 2 Q       | 40,79     | 3 FA      | 40,76   | 4         |
| Špela Ponomarenko | Damernas K-1 500 m | 1.55,93 | 5 Q       | 1.58,09   | 3 FB      | 1.57,54 | 10        |

Förklaring: FA = Kvalificerad för A-final; FB = Kvalificerad för B-final

## Segling
| Seglare                    | Gren                | Lopp | Lopp | Lopp | Lopp | Lopp | Lopp | Lopp | Lopp | Lopp | Lopp | Lopp | Summerad poäng | Finalplacering |
| Seglare                    | Gren                | 1    | 2    | 3    | 4    | 5    | 6    | 7    | 8    | 9    | 10   | M*   | Summerad poäng | Finalplacering |
| -------------------------- | ------------------- | ---- | ---- | ---- | ---- | ---- | ---- | ---- | ---- | ---- | ---- | ---- | -------------- | -------------- |
| Vasilij Žbogar             | Herrarnas finnjolle | 3    | 1    | 7    | 10   | 15   | 8    | 5    | 4    | 9    | 8    | 6    | 68             | 2              |
| Veronika Macarol Tina Mrak | Damernas 470        | 2    | 6    | 5    | 4    | DSQ  | 12   | 4    | DSQ  | 5    | 6    | 1    | 67             | 6              |

M = Medaljlopp; EL = Eliminerad – gick inte vidare till medaljloppet

## Simning
Herrar
| Simmare        | Gren            | Heat     | Heat      | Semifinal        | Semifinal        | Final            | Final            |
| Simmare        | Gren            | Tid      | Placering | Tid              | Placering        | Tid              | Placering        |
| -------------- | --------------- | -------- | --------- | ---------------- | ---------------- | ---------------- | ---------------- |
| Martin Bau     | 1500 m frisim   | 15.29,95 | 36        | i.u.             | i.u.             | Gick inte vidare | Gick inte vidare |
| Damir Dugonjič | 100 m bröstsim  | 1.00,41  | 21        | Gick inte vidare | Gick inte vidare | Gick inte vidare | Gick inte vidare |
| Anže Tavčar    | 100 m frisim    | 49,38    | 36        | Gick inte vidare | Gick inte vidare | Gick inte vidare | Gick inte vidare |
| Anže Tavčar    | 200 m frisim    | 1.49,96  | 39        | Gick inte vidare | Gick inte vidare | Gick inte vidare | Gick inte vidare |
| Robert Žbogar  | 200 m fjärilsim | 1.57,05  | 22        | Gick inte vidare | Gick inte vidare | Gick inte vidare | Gick inte vidare |

Damer
| Simmare                                         | Gren             | Heat    | Heat      | Semifinal        | Semifinal        | Final            | Final            |
| Simmare                                         | Gren             | Tid     | Placering | Tid              | Placering        | Tid              | Placering        |
| ----------------------------------------------- | ---------------- | ------- | --------- | ---------------- | ---------------- | ---------------- | ---------------- |
| Anja Klinar                                     | 400 m frisim     | 4.09,07 | 18        | i.u.             | i.u.             | Gick inte vidare | Gick inte vidare |
| Anja Klinar                                     | 800 m frisim     | DNS     | DNS       | i.u.             | i.u.             | Gick inte vidare | Gick inte vidare |
| Anja Klinar                                     | 200 m fjärilsim  | 2.08,43 | 14 Q      | 2.09,44          | 15               | Gick inte vidare | Gick inte vidare |
| Tjaša Oder                                      | 800 m frisim     | 8.33,14 | 13        | i.u.             | i.u.             | Gick inte vidare | Gick inte vidare |
| Špela Perše                                     | 10 km maraton    | i.u.    | i.u.      | i.u.             | i.u.             | 1:58.59          | 16               |
| Tjaša Vozel                                     | 100 m bröstsim   | 1.11,15 | 35        | Gick inte vidare | Gick inte vidare | Gick inte vidare | Gick inte vidare |
| Anja Klinar Tjaša Oder Tjaša Pintar Janja Šegel | 4 × 200 m frisim | 8.02,22 | 15        | i.u.             | i.u.             | Gick inte vidare | Gick inte vidare |

## Skyttesport
| Skytt         | Gren                               | Kval  | Kval      | Semifinal        | Semifinal        | Final            | Final            |
| Skytt         | Gren                               | Poäng | Placering | Poäng            | Placering        | Poäng            | Placering        |
| ------------- | ---------------------------------- | ----- | --------- | ---------------- | ---------------- | ---------------- | ---------------- |
| Boštjan Maček | Herrarnas trap                     | 113   | 22        | Gick inte vidare | Gick inte vidare | Gick inte vidare | Gick inte vidare |
| Živa Dvoršak  | Damernas 10 m luftgevär            | 414,7 | 17        | i.u.             | i.u.             | Gick inte vidare | Gick inte vidare |
| Živa Dvoršak  | Damernas 50 m gevär tre positioner | 572   | 30        | i.u.             | i.u.             | Gick inte vidare | Gick inte vidare |

## Tennis
| Spelare       | Gren      | Omgång 1               | Omgång 2          | Omgång 3          | Kvartsfinal       | Semifinal         | Final / BM        | Final / BM       |
| Spelare       | Gren      | Motståndare Poäng      | Motståndare Poäng | Motståndare Poäng | Motståndare Poäng | Motståndare Poäng | Motståndare Poäng | Placering        |
| ------------- | --------- | ---------------------- | ----------------- | ----------------- | ----------------- | ----------------- | ----------------- | ---------------- |
| Polona Hercog | Damsingel | Puig (PUR) F 3–6, 2–60 | Gick inte vidare  | Gick inte vidare  | Gick inte vidare  | Gick inte vidare  | Gick inte vidare  | Gick inte vidare |

## Triathlon
| Triathlet    | Gren     | Simning (1,5 km) | Trans 1 | Cykling (40 km) | Trans 2 | Löpning (10 km) | Total tid | Placering |
| ------------ | -------- | ---------------- | ------- | --------------- | ------- | --------------- | --------- | --------- |
| Mateja Šimic | Damernas | 19:37            | 01:06   | 1:03:59         | 00:38   | 37:08           | 2:02.28   | 31        |